# Lubelski Rower Miejski
Lubelski Rower Miejski – miejski system wypożyczalni rowerów w Lublinie i Świdniku utworzony w 2014, w momencie rozbudowy w 2016 drugi co do wielkości taki system w Polsce.

## Historia
W 2014 funkcjonował jedynie w Lublinie, miał 40 stacji wypożyczeń i 400 rowerów (wyłącznie dla dorosłych). W 2015 z inicjatywy podmiotów zewnętrznych powstały 3 nowe stacje z 30 rowerami.
W 2016 rozciągnięto system na Świdnik. Rozbudowano go do łącznej liczby 90 stacji i 891 rowerów: w Lublinie uruchomiono 85 stacji i 850 rowerów (w tym 2 stacje i 20 dwudziestocalowych rowerów dla dzieci w wieku powyżej 6 lat), a w Świdniku – 5 stacji i 41 rowerów.
W następnych latach pojawiła się możliwość wypożyczania tandemów. W 2022 liczba stacji wypożyczeń wzrosła do 127 punktów, natomiast liczba dostępnych rowerów wyniosła ok. 700.
Wzrost systemu LKM wpisuje się w ogólnopolskie zjawisko upowszechnienia wypożyczania rowerów. Prezydent Lublina stwierdził, że system o takiej wielkości będzie konkurencją dla lubelskiej komunikacji miejskiej.
Utworzenie systemu było przedmiotem projektu „Europejska Stolica Turystyki Rowerowej”, współfinansowanego ze środków Unii Europejskiej w ramach Europejskiego Funduszu Rozwoju Regionalnego. Projekt ten miał na celu promocję aktywnego wypoczynku, ochrony środowiska i potencjału turystycznego Lublina.

## Statystyki

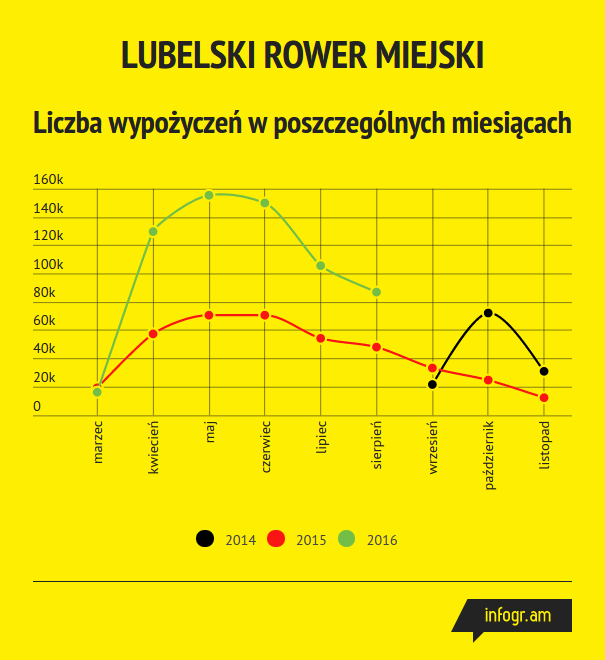
Statystyki z funkcjonowania LRM od 2014 do 2016

|                           | 2014                | 2015              | 2016              | 2017                 | 2018              | 2019              |
| ------------------------- | ------------------- | ----------------- | ----------------- | -------------------- | ----------------- | ----------------- |
| Okres funkcjonowania      | wrzesień – listopad | marzec – listopad | marzec – listopad | marzec – październik | marzec – listopad | marzec – listopad |
| Liczba wypożyczeń         | 128 644             | 436 965           | 854 881           | 495 508              | ok. 745 000       | ok. 658 700       |
| Dzienny rekord wypożyczeń | 3647                | 4587              | 8999              |                      | ok. 6000          | 5651              |
| Liczba rejestracji        | 22 218              | 19 060            | 23 072            |                      | ok. 18 000        | ok. 16 800        |